# 理想者 (气质类型)
夢想主义者（Idealist temperament）是大衛·凱爾西在他創建的凯尔西气质类型调查表中所定義的四種人格氣質之一。
相较于对于一般的对于已经具象的现状的适应和习惯，他们愿意通过自我的思考和想象去构筑一个在他们看来更加理想的新的局面。